# Stankeithita
La stankeithita és un mineral de la classe dels òxids. Rep el nom pel geòleg estatunidenc Stanley Keith (b. 1948), investigador i autor de nombroses publicacions sobre la mineralogia i la geologia d'Arizona.

## Característiques
La stankeithita és un tel·lurit de fórmula química Mn²⁺Mn²⁺Te⁴⁺₄O₁₀. Va ser aprovada com a espècie vàlida per l'Associació Mineralògica Internacional en el mes d’octubre de l'any 2024, i encara resta pendent de publicació. Cristal·litza en el sistema tetragonal.
Segons la classificació de Nickel-Strunz pertany a «04.JK - Tel·lurits sense anions addicionals, sense H₂O» juntament amb altres minerals com la denningita, de la qual és anàloga amb MnMn, la fairbankita o la plumbotel·lurita, entre d'altres. Les mostres que van servir per a determinar l'espècie, el que es coneix com a material tipus, es troben conservades al Museu Mineral de la Universitat d'Arizona Alfie Norville, a Tucson (Arizona), amb el número de catàleg: 22738, i al projecte RRUFF, amb el número de mostra: R240009.

## Formació i jaciments
Va ser descoberta a la mina Moctezuma, situada al municipi de Moctezuma (Sonora, Mèxic). Aquesta mina mexicana és l'únic indret de tot el planeta on ha estat descrita aquesta espècie mineral.